# Karl Weigl (Komponist)
Karl Ignaz Weigl (* 6. Februar 1881 in Wien, Österreich-Ungarn; † 11. August 1949 in New York) war ein österreichischer Komponist, der wegen seiner jüdischen Herkunft 1938 in die USA emigrieren musste und dort 1944 die Staatsbürgerschaft der Vereinigten Staaten annahm.

## Leben

### Jugend und Bildung
Karl Weigl war Sohn von Gabriele (Ella) Stein Weigl und Ludwig Weigl. Durch die gutbürgerlich situierten Eltern (der Vater war Bankier), die aus Temesvar – im ungarischen Teil der damaligen k.u.k. Monarchie gelegen – stammten, kam der junge Karl früh mit Musik in Kontakt und nahm bei Alexander von Zemlinsky, einem Freund der Familie, seine ersten Kompositionsstunden. Nach bestandener Matura am Franz-Joseph-Gymnasium in Wien begann er 1899 an der Universität Wien bei Guido Adler Musikwissenschaft zu studieren. Gleichzeitig besuchte er den Unterricht am Conservatorium der Gesellschaft der Musikfreunde bei Anton Door (Klavier) und Robert Fuchs (Komposition). Weigl promovierte 1903 an der Universität und verfasste seine Doktorarbeit über Emanuel Aloys Förster, einen Zeitgenossen Beethovens.
Während dieser Jahre lernte er Anton von Webern, der auch Musikwissenschaft studierte, und Arnold Schönberg kennen, der damals wie Weigl noch im spätromantisch-expressionistischen Stil komponierte.
Die Bekanntschaft mit Schönberg zog sich durch sein gesamtes weiteres Leben, wenn auch nicht immer durch gegenseitige Zustimmung genährt. Obwohl Schönberg, der zwar nur wenige Jahre älter als Weigl war, aber schon früh zur Autoritätsperson innerhalb seiner Generation wurde, sich über die Atonalität seine Ausdrucksmöglichkeiten in neuen Kompositionstechniken suchte, respektierte er zumindest die Linie seines jüngeren Kollegen, dessen Musiksprache dem Emotionalen der Spätromantik verhaftet blieb, und auch Weigls Entscheidung, den Weg in die Zwölftontechnik nicht mitzugehen.
1903 wurde Weigl Mitglied in der Vereinigung schaffender Tonkünstler, die er gemeinsam mit Zemlinsky und Schönberg gründete und deren Ehrenpräsident Gustav Mahler war. 1904/1905 veranstaltete diese Gruppierung eine Konzertreihe mit sowohl symphonischer Musik als auch Kammermusik, in deren Programmen z. B. die Sinfonia domestica von Richard Strauss, die Seejungfrau von Zemlinsky, Mahlers Kindertotenlieder und Wunderhornlieder, die Erstaufführung von Schönbergs Pelleas und Melisande und Lieder bzw. Kammermusik von Hans Pfitzner, Max Reger, Bruno Walter und Karl Weigl zu finden waren.

### Karriere
Im selben Jahr 1904, nach dem Tod seines Vaters, wurde er von Gustav Mahler als Solorepetitor an die Wiener Hofoper engagiert und arbeitete mit Sängern wie Leo Slezak, Lotte Lehmann und Selma Kurz. Über diese Zeit, in der er Mahlers musikalische Arbeit aus nächster Nähe eifrig verfolgte und bewunderte, sollte Weigl kurz vor seinem Tod einmal schreiben: „Selbst heute halte ich die Jahre, in denen ich unter Gustav Mahler gearbeitet habe, für die lehrreichste Zeit meines Lebens.“ Durch die Arbeit in der Oper selbst zur Vokalmusik inspiriert, schrieb Weigl in der Folge eine Vielzahl von Liedern und Chorwerken.
Nach seiner Anstellung an der Hofoper 1904 bis 1906 lebte Weigl bis zum Beginn des Ersten Weltkrieges als freischaffender Komponist in Wien. Über Mahlers Empfehlung, der 1907 einem Ruf an die Metropolitan Opera in New York folgte und Wien verließ, lernte Weigl Mahlers Schwager, Arnold Rosé, Konzertmeister der Wiener Philharmoniker und Primarius des Rosé-Quartetts kennen, der mit seinem Ensemble 1907/1910 das Streichsextett und das A-Dur-Streichquartett uraufführte.
1910 heiratete Weigl die Sängerin Elsa Pazeller, die er im Haus von Adele Strauss, der dritten Frau von Johann Strauss, kennengelernt hatte. Im selben Jahr erhielt er den Beethoven-Preis der Gesellschaft der Musikfreunde für sein Streichquartett A-Dur op. 4. In der Folge begann eine intensive Zusammenarbeit mit der Universal Edition, die mehrere Werke, darunter die Streichquartette in A-Dur op. 4 und G-Dur op. 31 und seine 1. Sinfonie, verlegte. Am 17. Mai 1911 wurde dieser Ehe die Tochter Maria geboren, die später Psychoanalytikerin und Kinderpsychologin werden sollte.
Im Jahr 1912 wurde Weigl, der bis dahin ungarischer Staatsbürger war, die österreichische Staatsbürgerschaft verliehen, und er wurde, von seiner Frau Elsa 1913 geschieden, 1914 zum Heer eingezogen.

### Nach dem Ersten Weltkrieg
Nach dem Krieg wurde Karl Weigl 1918 zum Professor für Theorie und Komposition am Neuen Wiener Konservatorium ernannt. Seine neue Stellung und die Heirat mit Valerie (Vally) Pick, einer ehemaligen Schülerin und Pianistin, scheinen auch seiner Arbeit neue Impulse gegeben zu haben, und seine Präsenz im Musikleben stieg. 1922 wurde ihm für das achtteilige Chorwerk Hymne der Preis des Philadelphia Mendelssohn Club verliehen, und 1924 erhielt er für seine von Paul Wittgenstein in Auftrag gegebene und von Schott in Mainz veröffentlichte Symphonische Kantate Weltfeier den Kunstpreis der Stadt Wien.
Unter den Interpreten seiner Werke finden sich in den folgenden Jahren Namen wie Wilhelm Furtwängler, die Wiener Philharmoniker (Phantastisches Intermezzo, Komödienouvertüre), George Szell, Mieczysław Horszowski, das Busch-Quartett (Widmungsträger des 5. Streichquartetts G-Dur op. 31), das Kolisch-Quartett (2. Streichquartett) und Elisabeth Schumann und das Rosé-Quartett (Fünf Lieder für Sopran und Streichquartett).
1926 wurde Weigls Sohn Wolfgang Johannes (John) geboren, 1928 wurde Karl Weigl von der österreichischen Regierung der Titel Professor verliehen, und 1929 trat er die Nachfolge von Hans Gál als Lektor für Harmonielehre und Kontrapunkt am Musikwissenschaftlichen Institut der Universität Wien an. Unter seinen Schülern waren Hanns Eisler, Erich Wolfgang Korngold, Erich Zeisl, Kurt Roger, Kurt Adler, Ernst Bacon, Rosy Wertheim, Frederic Waldman und Daniel Sternberg.

### Nach 1933
Nach Hitlers Machtergreifung 1933 in Deutschland bekam Weigl, der jüdischer Abstammung war, durch das Verbot nicht-arischer Musik erstmals gewichtige Einschränkungen seines musikalischen Schaffens zu spüren. Die Bedrohung wuchs und wurde 1938 nach dem Anschluss Österreichs auch zu einer echten Gefahr für Leib und Leben. Sein Name war zu dieser Zeit aus den Listen der Musikverlage schon gestrichen.
Im September 1938, kurz nach dem Tod seiner Mutter, gelang ihm und seiner Familie mit Hilfe amerikanischer Freunde die Flucht in die Vereinigten Staaten, wo er gemeinsam mit Kurt Adler und Emanuel Feuermann am 9. Oktober 1938 in New York ankam. Seine Tochter Maria und ihr Gatte, der Psychoanalytiker Gerhart Pisk-Piers, emigrierten ein Jahr danach mit dem Umweg über die Schweiz ebenfalls.
Der 57-jährige Weigl stand plötzlich vor der Situation, sein Leben in der Fremde ein zweites Mal beginnen zu müssen; der mühsam errungene Lebensstandard einer gutbürgerlichen Existenz war mit einem Schlag einem „Überleben“ in einer Einzimmerwohnung gewichen.
Mit Mühe hielten sich die Weigls mit Privatstunden über Wasser, und selbst für einen in der „Alten Welt“ hofierten und geschätzten Komponisten war es fast unmöglich, eine Anstellung zu finden. Die wirtschaftliche Ausnahmesituation, die auch in den USA herrschte, machte sogar diverse Empfehlungsschreiben von Arnold Schönberg, Richard Strauss und Bruno Walter, mit denen Weigl ausgerüstet war, fast wirkungslos. Im Jahre 1940 entstand eine dreisätzige Sonate für Viola und Klavier.
Unter den Instituten, an denen er in seiner neuen Heimat später dann doch Lehrmöglichkeiten bekam, befanden sich die Hartt School of Music, das Brooklyn College, das Boston Conservatory (wo er zwischen 1945 und 1948 Leiter der Theorieabteilung war) und die Philadelphia Academy of Music.
1944 wurde Karl Weigl amerikanischer Staatsbürger, obwohl sein Herz immer noch glühend für seine alte Heimat schlug. Immerhin fand der begeisterte Naturfreund und Bergsteiger einigen Trost in den kalifornischen Bergen, die er erstmals kennenlernte, während er Sohn und Schwiegertochter im Westen der USA besuchte. Zurückgezogen und fast isoliert lebte Karl Weigl die letzten Jahre auf seiner musikalischen Insel, komponierte zwei große Symphonien, drei Streichquartette und mehrere kleinere Werke und starb schließlich nach längerer Krankheit am 11. August 1949 in New York an Knochenmarkkrebs.

### Nachruf
In den darauffolgenden Jahrzehnten taucht Karl Weigls Name immer wieder sporadisch in den Programmen verschiedener Musiker wie zum Beispiel Leopold Stokowski (Uraufführung der 5. Symphonie Apokalyptische 1968 in der Carnegie Hall mit dem American Symphony Orchestra), Isidore Cohen, Richard Goode, dem Loewenguth-Quartett, Paul Doktor, Roman Totenberg und Sydney Harth auf, aber bis jetzt ist es noch nicht wirklich gelungen, die Musik Weigls wieder in den internationalen Konzertsälen zu etablieren. Eine neue Aufnahme der beiden Quartette c-Moll op. 20 und G-Dur op. 31 bei Nimbus stellt – nach der Aufnahme des A-Dur-Quartetts op. 4 bei Orfeo von 1990 – einen weiteren Versuch des Artis-Quartetts Wien dar, seine Musik einem breiteren Publikum vorzustellen und endgültig der Vergessenheit zu entreißen.
„Karl Weigl’s music will not be lost, one will come back to it when the storm will have passed […]“ (Pablo Casals, deutsch: „Die Musik von Karl Weigl wird nicht verloren gehen, man wird auf sie zurückkommen, wenn der Sturm aufgehört hat […]“)
Der Nachlass von Karl Weigl wird in der Yale University verwahrt.

## Werke (Auswahl)
- Der 71. Psalm für Frauenchor und Orchester, 1901
- 1. Streichquartett c-Moll op. 20, 1905/1906
- 2. Streichquartett E-Dur mit Viola d’amour, 1906
- 1. Symphonie E-Dur op. 5, 1908
- 3. Streichquartett A-Dur op. 4, 1909
- Drei Gedichte von Lenau für achtstimmigen gemischten Chor a cappella op. 6, 1909
- Fünf Lieder für eine hohe Singstimme und Klavier op. 23, 1911
- Drei Gesänge für hohe Frauenstimme und Orchester, 1916
- Phantastisches Intermezzo, 1922
- 2. Symphonie d-Moll op. 19, 1922
- 1. Sonate für Violine und Klavier op. 16, 1923
- Klavierkonzert Es-Dur für die linke Hand, 1924
- Violinkonzert D-Dur, 1928
- 3. Symphonie b-Moll, 1931
- Konzert für Klavier und großes Orchester f-Moll op. 21, 1931
- Der Rattenfänger von Hameln op. 24, Märchenspiel in vier Bildern, 1932
- Symphonisches Vorspiel zu einer Tragödie, 1933
- 4. Symphonie f-Moll, 1936
- Music for the Young (Boy Scouts Overture) für kleines Orchester, 1939
- Tänze aus Wien (Old Vienna), 1939
- Rhapsodie für Klavier und Orchester, 1940
- 5. Symphonie Apocalyptic, 1945
- 6. Symphonie a-Moll, 1947
- 8. Streichquartett D-Dur, 1949